# Gastronomia de Polònia
La gastronomia de Polònia és una barreja de gastronomies d'origen eslau, alemany, així com tradicions culinàries pròpies de la zona. Està molt relacionada amb les gastronomies eslaves en l'ús de la civada i altres cereals, però ha estat influenciada per les gastronomies turca, alemanya, hongaresa, jueva, armènia, francesa o les cuines colonials del passat.

## Ingredients
La gastronomia polonesa empra una gran varietat d'ingredients, i els seus plats són rics en carn i espècies, així com en pasta. Alguns dels plats més notables són els pierogi. El tipus de formatge local Bryndza Podhalańska està protegit oficialment pel sistema de denominació d'origen.

## Història
Durant l'edat mitjana la cuina de Polònia estava fortament condimentada amb espècies. En aquella època dos dels principals ingredients eren la carn (vedella) i els cereals. El territori de l'actual Polònia estava densament poblat de boscos, i és per aquesta raó per la qual en la cuina d'aquella època s'empraven amb molta freqüència bolets, fruites del bosc, nous i mel. Gràcies a la proximitat amb els països de l'Est el preu d'algunes espècies com ara el juniper, pebre negre i la nou moscada tenien preus més baixos que a la resta d'Europa, i aquesta va ser la raó que es fes molt popular l'ús d'espècies en alguns plats de la cuina Polonesa. Un altre propòsit va ser la necessitat de neutralitzar les males olors dels aliments no tan perfectament conservats. L'ús de dos salses bàsiques: el jucha czerwona i el jucha Szara (o tal com s'esmenta en la Polònia actual la sang blanca i vermella) s'ha mantingut en ús fins a gairebé el segle xviii

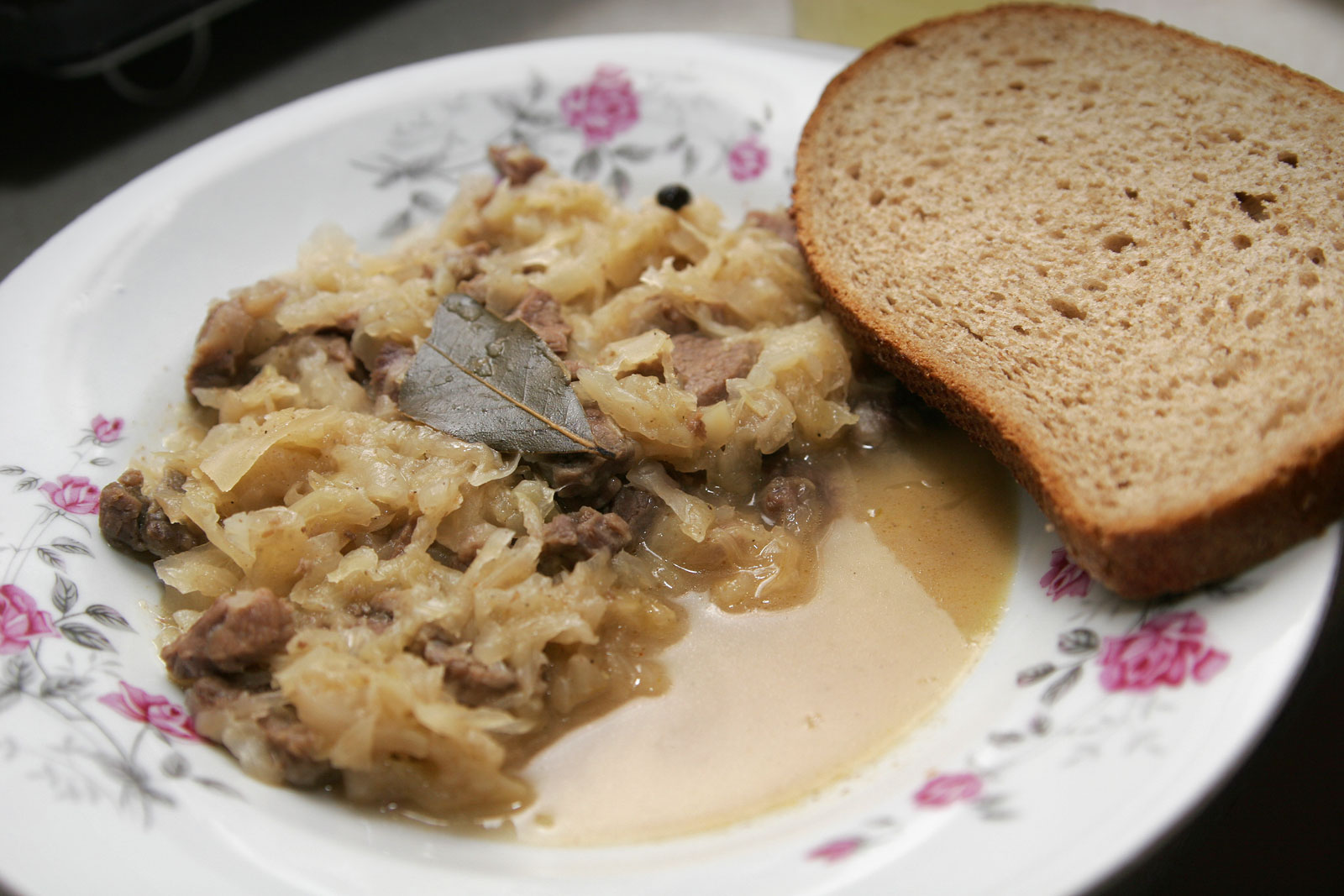
Bigos

La beguda més popular és la cervesa, incloent la molt poc fermentada podpiwek, i la hidromel. Al segle xvi les classes altes van començar a importar vi procedent d'Hongria i Silèsia. Alguns aiguardents destil·lats com el vodka, que començaven a ser populars a Europa ja eren begudes comunes en les classes baixes.
Amb l'ascensió al tron de la reina Bona Sforza, la segona dona de Segimon I de Polònia el 1518, innombrables plats de la cuina italiana i la francesa van ser portats a Polònia. D'aquesta simple manera algunes de les verdures clàssicament emprades en aquestes gastronomies es van començar a veure cada vegada més a la cuina polonesa, com ara l'enciam, el porro, l'api i la col. Fins i tot avui en dia, aquestes verdures així com els porros, les pastanagues i els apis es coneixen en polonès com wloszczyzna, fent referència a Wlochy que és el nom polonès d'Itàlia.
Abans de les particions, Polònia era un dels països més grans del món, influint sobre algunes de les cuines i costums culinàries dels països veïns. Ens les més importants hi ha la cuina lituana, la cuina turca i la cuina hongaresa. Amb la subsegüent decadència de Polònia, i la crisi de producció de gra, la patata va començar a ser més popular que els cereals. Després de les nombroses guerres amb l'Imperi Otomà, es va fer popular el cafè.
Després de les particions la cuina polonesa va ser influïda per les gastronomies dels imperis circumdants. Especialment les cuines russes i alemanyes, a part de les nacions de l'imperi austrohongarès. Al territori ocupat pels russos, el te va desplaçar al per llavors popular cafè. Sota la influència alemanya es va fer popular l'elaboració de Weißwurst que va ser adoptada a la Gran Polònia. Potser la tradició culinària més influenciada d'aquest imperi multinacional d'Àustria i Hongria, arribant a liderar el desenvolupament de la cuina d'Europa central, va passar a Galítsia.

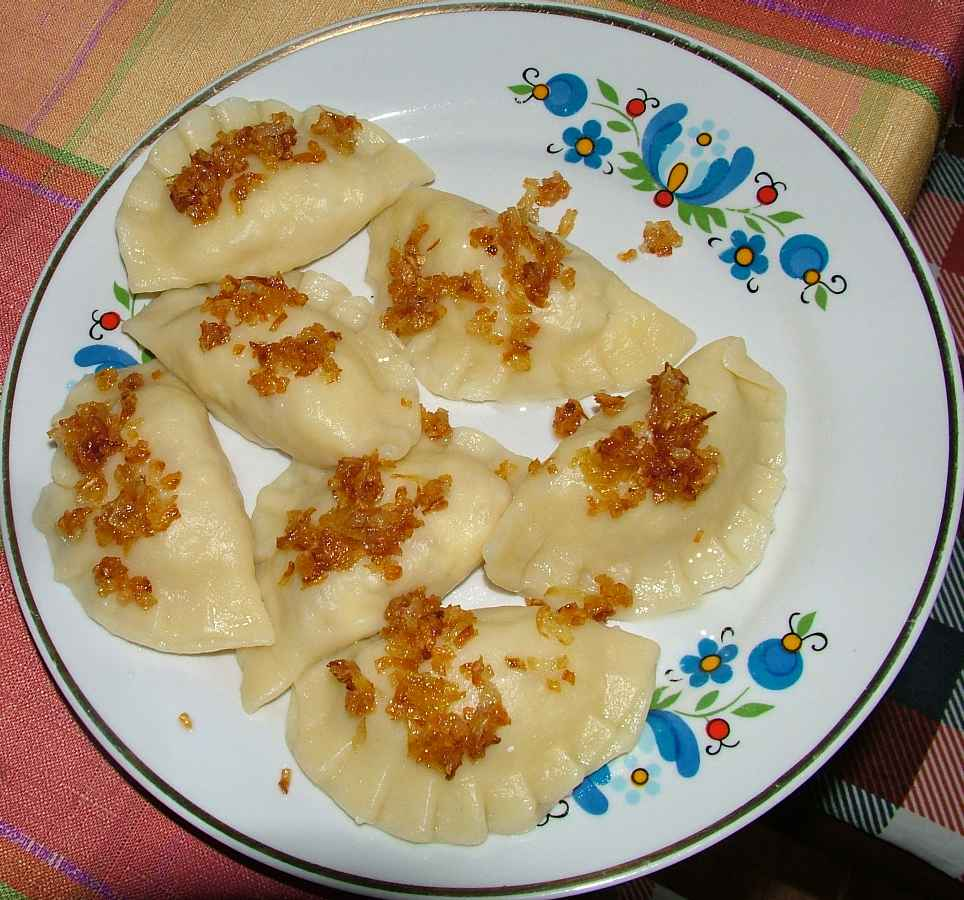
pierogi.

Després de la Segona Guerra Mundial, Polònia va caure sota l'ocupació comunista. Els restaurants van ser els primers ens nacionalitzats i molts d'ells es van veure afectats per tancaments realitzats per les autoritats. En lloc d'aquests restaurants els comunistes van obrir una xarxa de diferents cases de menjars per als treballadors, així com Bars de llet. Els pocs restaurants que van sobreviure a les dècades del 1940 i 1950 van ser estatals i els seus preus eren massa alts per a la gent del carrer. Les fondes promovien les sopes de tots tipus. Per aquella època era molt important la carn amb patates servides com a segon plat, es denominava kotlet schabowy i és molt similar al plat de la cuina austríaca anomenat Wiener schnitzel.
Per aquest temps els ingredients bàsics i diaris com ara la carn, els ous, el cafè i el te van deixar de ser comercialitzats i van passar a ser objectes de luxe. Aquesta situació va afavorir que la cuina tradicional polonesa fora desapareixent. Entre els plats populars introduïts en aquella època en els restaurants hi ha els ous amb costelles i el que era una mena d'hamburguesa feta de carn picada, ou i farina.
Amb el final del comunisme l'any 1989 els restaurants van començar a obrir de nou i van aparèixer els plats de menjar ràpid fàcil i barat. Encara que d'alguna manera es van restablir també els plats de cuina tradicional.

## Plats

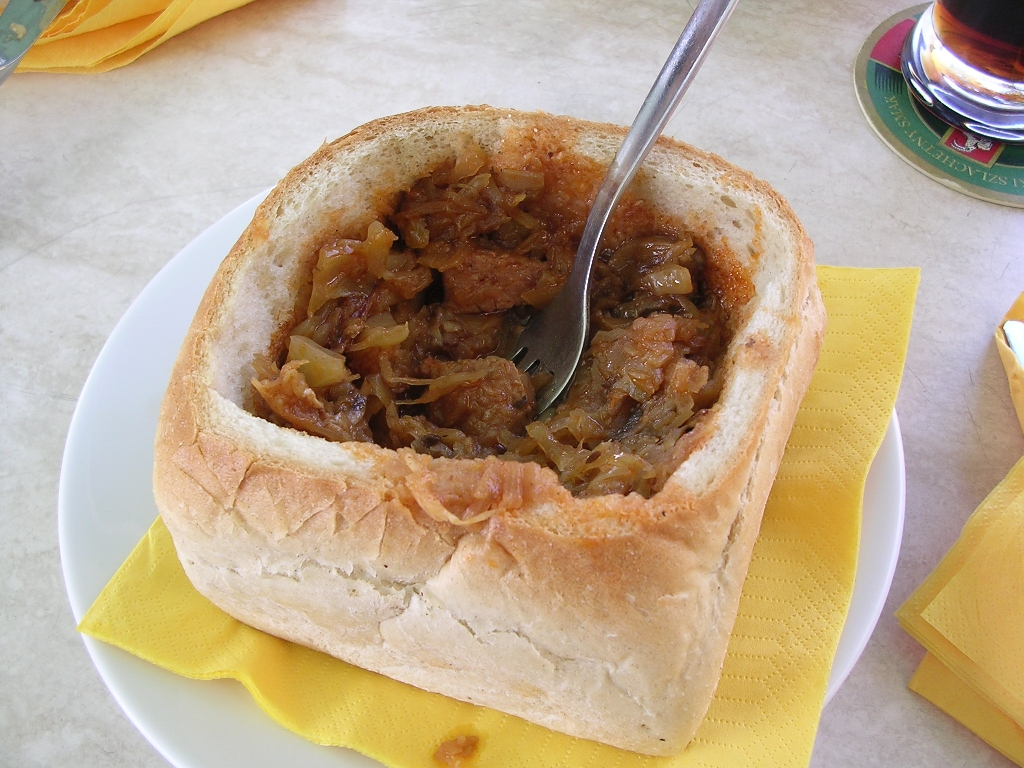
Bigos servit a Cracòvia.

Un menjar típic es compon de tres plats, se sol començar amb una sopa, com el barszcz (sopa de remolatxa) o el żurek (sopa de farina de sabor àcid), i atès el vessant mariner del nord del país, seguit potser d'un aperitiu de salmó o arengada (preparat en crema, oli o vinagre). Altres aperitius populars són elaborats amb diferents carns, vegetals o peix en aspic (gelatina). Per al plat principal es pot provar el plat nacional que es denomina bigos (xucrut o col fermentada àcida amb trossos de carn i salsitxes) o schabowy (costella de porc arrebossada). Finalitzant amb una espècie de nota dolça com un gelat, o millor encara si s'és afortunat un tros de makowiec, que és una espècie de pastís casolà de llavors de rosella, o el drożdżówka un tipus de pastís de llevat. Altres especialitats poloneses inclouen el chłodnik (una mena de sopa freda per als dies calorosos), golonka (braó de porc), gulasch (trossos de carn bullits amb verdures), kołduny (espècie de cresta bullida farcida de carn que acompanya sopes), pulpety (mandonguilles de carn), el zrazy (rodanxes de vedella), el salceson (una espècie de salsitxó fumat) i flaki (budells). Molts dels plats contenen o estan elaborats amb formatge quark o twaróg (espècie de mató àcid).

### Sopes

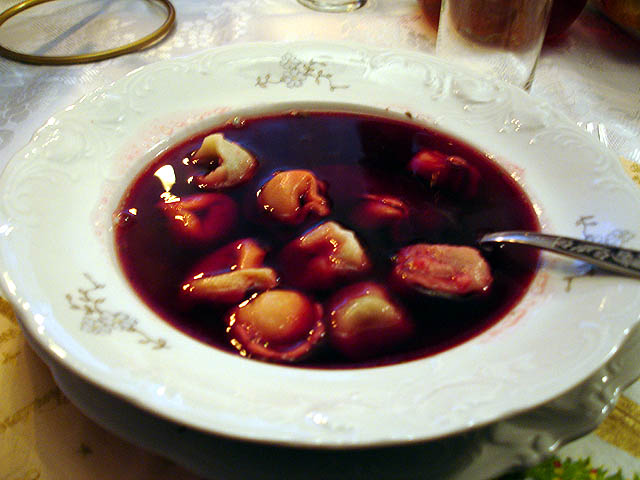
Barszcz.

- barszcz - Sopa de remolatxa, comú entre diferents pobles eslaus
- chłodnik - sopa freda feta de llet àcida, remolatxa, fulles de remolatxa, raves, cogombre i anet fresc
- czernina - sopa de sang d'ànec
- flaki o flacki- brou amb budells de vedella o porc
- Rosol z Kury - sopa de pollastre
- zupa grzybowa - sopa de bolets elaborada amb diferents tipus
- zupa ogórkowa - sopa àcida, saltada amb cogombres, sovint porc (denominada de vegades com "sopa d'anet")
- zupa szczawiowa (Sopa d'agrella)
- zur - Sopa àcida de sègol amb Weisswurst i ou dur
- żurek - sopa densa feta a partir d'un brou de pollastre al que s'afegeix nata i generalment patata, carn, ous, pastanagues (tot això de quantitat variable i improvisada)
- zupa owocowa (Sopa de fruites)

### Plats principals
- pierogi - pasta, en forma de semicercle, farcida (de carns, sauerkraut, bolets, patates, formatge, mató, espinacs, etc., per separat o combinats), que es fan bullits o fregits en mantega i se serveixen amb ceba fregida o alguna salsa. N'hi ha de dolços, farcits de fruita o compotes, amb un lleuger toc de vainilla, o nabius - opcionalment se serveix amb salsa àcida, i una mica de sucre.
- bigos - una mena d'estofat de sauerkraut i carn, però menys àcid i pot portar col no fermentada
- kotlet schabowy - una costella de porc, similar a l'Àustria col Wiener Schnitzel però més prim
- kasza gryczna ze skwarkami - cereals: fajol fregit, i cebes
- kaczka z jabłkami - ànec rostit amb pomes
- sztuka mięsa - un plat similar al francès ragout
- golonka - braó de porc
- gulasz - gulash
- gołąbki - Golumpki, fulles de col blanca farcides de carn, salsa de tomàquet i arròs
- placki kartoflane/ziemniaczane - coca plana i rodona feta de patata, com si fos un crep, i fregida amb mantega
- pyzy - pastes de patata servides amb carn o formatge
- naleśniki - similar als creps, i emplenat molt similar als "pierogi", de vegades una mica curats, però es poden prendre amb mató i/o fruita, i opcionalment coronat amb crema i sucre.

## Condiment
- Ćwikła - preparat o salsa a base de remolatxa i rave picant ratllats es fa servir per acompanyar carns rostides o fumades